# リヴァイアサンガス田
リヴァイアサンガス田（リヴァイアサンガスでん、英語: Leviathan gas field）はイスラエルの海洋ガス田。地中海沿岸の都市ハイファの沖合130キロメートル、キプロスとイスラエルとの排他的経済水域の境界近傍に位置している。2010年に発見され、2019年より生産が開始された。確認埋蔵量は22兆立方フィート。2019年のリヴァイアサンガス田の生産開始によりイスラエルでは天然ガスの国内消費量よりも資源生産量が上回ることとなり、リヴァイアサンガス田から産出される天然ガスの一部はエジプトやヨルダンへと輸出されている。権益はアメリカのシェブロンが39.66%、イスラエルのニューメッド・エナジーが45.34%、同イスラエルのレシオ・エナジーズが15%を保有している。この大規模ガス田の発見により東地中海の海域における天然資源の探査が進むきっかけとなり、続いてキプロスやエジプトにおいても立て続けにガス田が発見されたことから周辺諸国でスムーズに資源開発を進めるための協力関係を構築する事を目的として東地中海ガスフォーラムが作られた。

## 埋蔵資源
リヴァイアサンガス田は地中海東部のレバント海沿岸の都市ハイファから沖合に130キロメートル、水深1692メートルの海底に位置している海洋ガス田である。この領域はキプロスとイスラエルとの排他的経済水域の境界近傍に位置している。ガス田の確認埋蔵量は22兆立方フィートにおよび、発見当時は過去10年で発見されたガス田の中でも最大の規模であった。
ガス資源はレバント堆積盆地と呼ばれる海底地形に貯留されている。このガスの起源は厚さ3000メートルにもおよぶ白亜紀に堆積した有機物に富む泥灰岩の地層が由来と考えられており、その上層に存在する漸新世から中新世に形成された空隙の多い砂岩の地層がガスの貯留層となり、更にこの砂岩層の上に形成された泥岩層が砂岩層に貯留されたガスを封じ込めている。その上、メッシーナ期における地中海の海水蒸発（メッシニアン塩分危機）によって厚さ1000メートルにおよぶ蒸発岩層が形成され、この強固な蒸発岩の地層によって鮮新世に起きたユーラシアプレートとアラビアプレートの衝突に起因する大規模な断層形成によるガス貯留層の破壊から守られる形となり、これらの要因がガスの貯留層形成に有利に働いたと考えられている。
2021年にアメリカ地質調査所はこのレバント堆積盆地を含む東地中海全体で286兆立方フィートの天然ガスが賦存しているとの推定を発表した。

## 歴史
イスラエルは1960年代から1970年代にかけてエネルギー資源の探索を旺盛に行っていたものの結果は低調であったが、1998年にアメリカのノーブル・エナジーがイスラエルの洋上エネルギー資源の探査に進出し、イスラエルのデレク・エナジーおよびアヴナー石油開発と共同でレバント海の海底に位置するレバント堆積盆地で重点的に資源探査を行った結果、1999年にNoa Northガス田が、さらに2000年にはMari-Bガス田が発見された。Noa Northガス田はイスラエル初の商業規模の資源生産が可能な海洋ガス田であり、Mari-Bガス田とともにヤム・テチス・プロジェクトとして2014年にイスラエル初の天然ガスの商業生産が開始された。また、1999年にイスラエルの石油探査に参入したイギリスのブリティッシュ・ガスはレバント堆積盆地の深海鉱区における資源探査のライセンスを取得して2009年に10.8兆立方フィートの可採埋蔵量を有するタマルガス田を発見したが、資源の採掘事業に共同参画するイルラエル国外のパートナー企業を得ることが出来ず、この鉱区における資源探査のライセンスを返還した。一方でアメリカ地質調査所は2010年4月にこれらの鉱区を含むレバント堆積盆地にまだ122兆立方フィートの未発見のガス資源が存在しているとする推定を公表した。
イルラエルの資源開発会社であるレシオ石油開発の共同創業者である地質学者のEitan Aizenbergは地質調査のデータからこの海域におけるガス資源の存在を確信しており、ブリティッシュ・ガスが返還した深海鉱区の探査権について18か月の暫定ライセンスを得て資源探査に参入した。その後、デレク・エナジー、アヴナー石油開発およびノーブル・エナジーが共同参画して探査が進められ、2010年6月3日にノーブル・エナジーは三次元地震探査のデータから地質的成功確率50%、埋蔵量評価16兆立方フィートの海底構造を発見し、2010年10月に試掘を行うと発表した。このガス田の権益はレシオ石油開発が15%、デレク・エナジーおよびアヴナー石油開発が各22.67%、ノーブル・エナジーが39.66%であった。その後、2010年10月にノーブル・エナジーはSedco Express掘削リグを用いてリヴァイアサン-1油井で試掘を開始し、その結果12月に中新世の地層から少なくとも67メートルの厚さのガス貯留層の発見に成功し事前に見積もられた16兆立方フィートのガスの存在を確認できたと発表した。Eitan Aizenbergはこのリヴァイアサンガス田発見の功績により「リヴァイアサンの父」と呼ばれ、2022年にはハイファ大学から名誉博士号が送られた。また、この大規模ガス田の発見により東地中海の海域における天然資源の探査が進むきっかけとなり、続いてキプロスやエジプトにおいても立て続けにガス田が発見されたことから周辺諸国でスムーズに資源開発を進めるための協力関係を構築する事を目的として東地中海ガスフォーラムが作られた。
このリヴァイアサン-1油井の試掘では約5000メートルの深さまで採掘されたが、このガス貯留層の更に深層の地下7200メートルの地層には地質学的成功確率8％、推定埋蔵量12億バレルの石油資源の存在が推定されており更なる深度への試掘が計画された。2012年1月に採掘リグをより深部まで掘削可能なHomer Ferrington採掘リグに変更して深層の試掘を行ったが、2012年5月に試掘油井が高圧層に遭遇し技術的問題から深層の試掘は中止された。この試掘によって深層資源の見積を地質学的成功確率25％、推定埋蔵量6億バレルに修正した。また、2011年にはリヴァイアサン-1油井の北東13キロメートルの地点で評価のための2本目の油井（リヴァイアサン-2）の試掘を開始したが、海水の流入事故が起こりこの油井は放棄された。その後、2011年6月にはリヴァイアサン-2油井から更に4.4キロメートル離れて3本目のリヴァイアサン-3油井での試掘を始め、こちらでは88メートルの厚さのガス貯留層の発見に成功した。さらにリバイアサン-4油井での試掘の成功や得られた試料の解析、その後の探査データの再分析などによりリヴァイアサンガス田の推定埋蔵量は22兆立方フィートと上方修正された。
当初リヴァイアサンガス田は2016年には商業生産を開始する予定であったが、2014年10月にノーブル・エナジーはリヴァイアサンガス田の生産開始を2018年初頭に後ろ倒しにする発表を行った。また、ガス田開発に関する政府の許認可の動きや、イスラエルにおける洋上ガス田の開発がノーブル・エナジーとデレク・エナジーによる独占状態であったことが独占禁止委員会によって違法とされた事などでもガス田開発は遅れ、2016年2月時点で生産開始は2019年になるとの見通しとなった。その後2016年6月にイスラエル政府によるリヴァイアサンガス田の開発の認可が下り、2019年12月31日にガスの生産が開始された。このリヴァイアサンガス田の生産開始により2020年にイスラエルは天然ガスの国内消費量よりも資源生産量が上回り天然ガスの自給率100%を達成し、リヴァイアサンガス田から産出される天然ガスの一部は過去に輸入で使用していたパイプラインを逆流させる形でエジプトやヨルダンへと輸出されるようになった。しかしながらガス販売の契約は順調と言えず、2020年にはエジプトとイスラエルの接近を危惧する武装勢力によってパイプライン爆破されるテロ事件が発生し、またヨルダンではイスラエルからのガス輸入に反対する抗議デモが起るなど、政治状況による輸出の壁が立ちふさがっており、ガス田の巨大な埋蔵量に対して生産能力を制限した開発を余儀なくされている。
2016年12月にリヴァイアサンガス田に権益を持つデレク・エナジーとアヴナー石油開発が企業合併し、その後2022年2月にニューメッド・エナジーに社名を変更した。また、同じく2022年2月にレシオ石油開発もレシオ・エナジーズに社名変更している。更に、リヴァイアサンガス田の開発を主導したノーブル・エナジーは2020年7月にアメリカのシェブロンに買収された。その結果、リヴァイアサンガス田の権益保有率はシェブロンが39.66%、ニューメッド・エナジーが45.34%、レシオ・エナジーズが15%となった。